# Lew Sznirelman
Lew Gienrichowicz Sznirelman, ros. Лев Генрихович Шнирельман (ur. 20 grudnia 1904?/2 stycznia 1905 w Homlu, zm. 24 września 1938 w Moskwie) – rosyjski matematyk pochodzenia żydowskiego, członek korespondent Akademii Nauk ZSRR. Rozwijał teorię liczb, geometrię różniczkową, analizę globalną i topologię.

## Życiorys
Był absolwentem Uniwersytetu Moskiewskiego (1925; jego promotorem był Nikołaj Łuzin), w latach 1934–1938 pracował w Instytucie Stiekłowa w Moskwie oraz wykładał na Uniwersytecie Moskiewskim. Badał hipotezę Goldbacha, m.in. dowiódł, że każda liczba naturalna (większa od jedności) może być zapisana w postaci sumy skończenie wielu liczb pierwszych, najmniejsza niezbędna liczba składników w tej hipotezie nazywana jest stałą Sznirelmana. Wprowadził pojęcie gęstości Sznirlemana, wspólnie z Lusternikiem dowiódł też hipotezy Poincarégo.
W 1954 roku w Polsce ukazała się jego książka pt. Liczby pierwsze (wyd. PWN, tłumaczenie Abraham Goetz, przedmowa Andrzej Mostowski).